# Серпневое (Одесская область)
Серпне́вое (укр. Серпневе) — посёлок в Болградский район,Тарутинская община Одесской области Украины.

## Месторасположение
Пгт Серпневое расположен на левом берегу реки Когильник, в 22 км от районного центра и в 4 км от железнодорожной станции Бессарабская. Дворов — 643, жителей — 1836 человек. У северо-западной окраины протекает река Скиноса.

## История
Лютеранское село Лейпциг было основано в 1815 году на левом берегу р. Скиноса, в 100 км к западу от уездного города Аккермана. Входило в состав Клястицкой волости Аккерманского уезда Бессарабской губернии. Названо в честь «битвы народов» под Лейпцигом в 1813 году. Основателями колонии были 126 семейств из Пруссии, Вюртемберга, Польши. В 1842—1843 гг. многие жители эмигрировали. В 1843 прибыла 21 семья из одесских колоний. Лютеранский приход Тарутино. Церковь. Земли 7435 десятин (1857; 124 двора и 165 безземельных семейств). Черепичный завод М. Г. Вернера. Жителей по переписи: 667 (1827), 1338 (1859), 1913 (1870), 1665 (1875), 1962 (1886), 1785/1740 немецев (1897), 2122 (1905), 2302 (1939).
В 1945 г. Указом ПВС УССР село Лейпциг переименовано в Серпневое.